# Juan Antonio Ipiña
Juan Antonio Ipiña Iza (Ortuella, 23 agosto 1912 – Bilbao, 7 settembre 1974) è stato un calciatore e allenatore di calcio spagnolo, di ruolo centrocampista.

## Carriera
Cresciuto tra le file dell'Erandio, nella stagione 1933-1934 viene acquistato dalla Real Sociedad con cui debutta nella Primera División spagnola. Dopo due stagioni passa all'Atlético Madrid: al termine del campionato scoppia la Guerra civile spagnola che blocca ogni attività sportiva per tre anni.
Al termine degli episodi bellici si accasa al Real Madrid, del quale diventa una bandiera, come testimoniano le 232 presenze in campionato.
Con le merengues conclude la carriera nel 1949.

### Nazionale
Ha totalizzato 6 presenze con la Nazionale di calcio spagnola, esordendo nella partita Spagna-Austria (4-5) del 19 gennaio 1936.

### Allenatore
Dopo aver appeso le scarpe al chiodo intraprende la carriera di allenatore, sedendosi dapprima sulla panchina del Real Valladolid, per passare poi al Real Madrid. Seguono esperienze con il Siviglia e l'Athletic Bilbao.

## Palmarès

### Giocatore

#### Competizioni nazionali
- Coppa di Spagna: 2

Real Madrid: 1946; 1947
- Coppa Eva Duarte: 1

Real Madrid: 1947